# Exalloniscus coecus
Exalloniscus coecus is een pissebed uit de familie Oniscidae. De wetenschappelijke naam van de soort is voor het eerst geldig gepubliceerd in 1898 door Dollfus.